# 다이오정
다이오정(大王町)은 미에현 시마군에 설치되었던 정이다.
2004년 10월 1일, 시마군 아고정, 하마지마정, 이소베정, 시마정과 합병해 시마시가 성립해, 자지체로서의 하마지마정은 폐지되었다. 

## 역사
- 1954년 8월 1일 -  나키리정 ·후나코시촌·나타촌이 합병해 다이오정이 성립하였다.
- 1956년 9월 30일 - 다이오정이 아와나촌을 편입하였다.
- 2004년 10월 1일 - 시마군 아고정, 하마지마정, 이소베정, 시마정과 합병해 시마시가 성립하였다. 동일 다이오정은 폐지되었다.

## 인구
| 1955년 | 11,506人 |  |
| 1960년 | 11,019人 |  |
| 1965년 | 10,319人 |  |
| 1970년 | 10,309人 |  |
| 1975년 | 10,085人 |  |
| 1980년 | 10,030人 |  |
| 1985년 | 10,133人 |  |
| 1990년 | 9,653人  |  |
| 1995년 | 9,036人  |  |
| 2000년 | 8,465人  |  |

## 교통

### 도로
- 국도 제260호선 (일본)(일본어판)